# إدوارد باجنال بولتون
إدوارد باجنال بولتون (بالإنجليزية: Edward Bagnall Poulton) (27 يناير 1856–20 نوفمبر 1943) عالم أحياء تطورية بريطاني.